# La casa evitada
La casa evitada (título original en inglés: The Shunned House) es una novela corta de 1924 del escritor estadounidense de terror H. P. Lovecraft.

## Elaboración y publicación
Escrita del 16 al 19 de octubre de 1924, fue publicada originalmente en la edición de octubre de 1937 de la revista Weird Tales, reeditada en 1928, en formato de libro y con prólogo de Frank Belknap Long, y finalmente incluida en la antología de Arkham House de 1939 The Outsider and Others.

## Inspiración

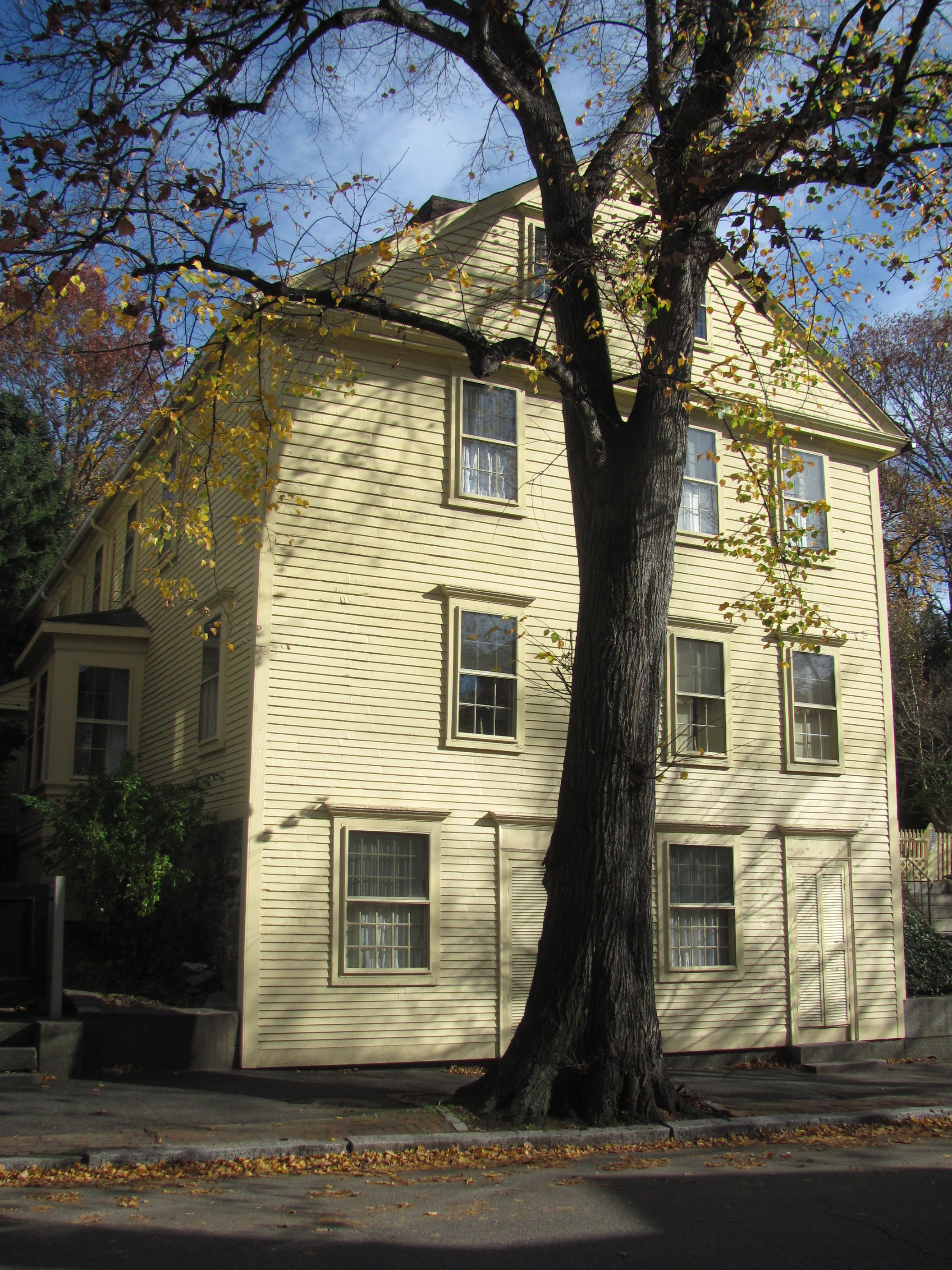
135 Benefit Street, Providence, Rhode Island.

La casa evitada del título se basa en una casa real en Providence, Rhode Island, construida alrededor de 1763 y aún en pie en 135 Benefit Street. Lovecraft estaba familiarizado con la casa porque su tía Lillian Clark vivía allí en 1919/20 como compañera de la Sra. H. C. Babbit.
Sin embargo, fue otra casa en Elizabeth, Nueva Jersey, la que realmente obligó a Lovecraft a escribir la historia. Como escribió en una carta:

En la esquina noreste de Bridge Street y Elizabeth Avenue hay una casa vieja y terrible, un lugar infernal donde se debieron realizar obras de noche negra a principios del siglo XVII, con una negruzca superficie sin pintar, techo anormalmente elevado y un tramo de escaleras exterior que conduce al segundo piso, sofocantemente adornada de marañas de hiedra tan densas que uno no puede dejar de imaginar que esté maldita o alimentada por un cadáver. Me recordó a la casa Babbit en Benefit Street... Más tarde su imagen surgió de nuevo con renovada intensidad, causando finalmente que escribiese una nueva historia de terror, escenificada en Providence y con la casa Babbit como base.

## Argumento

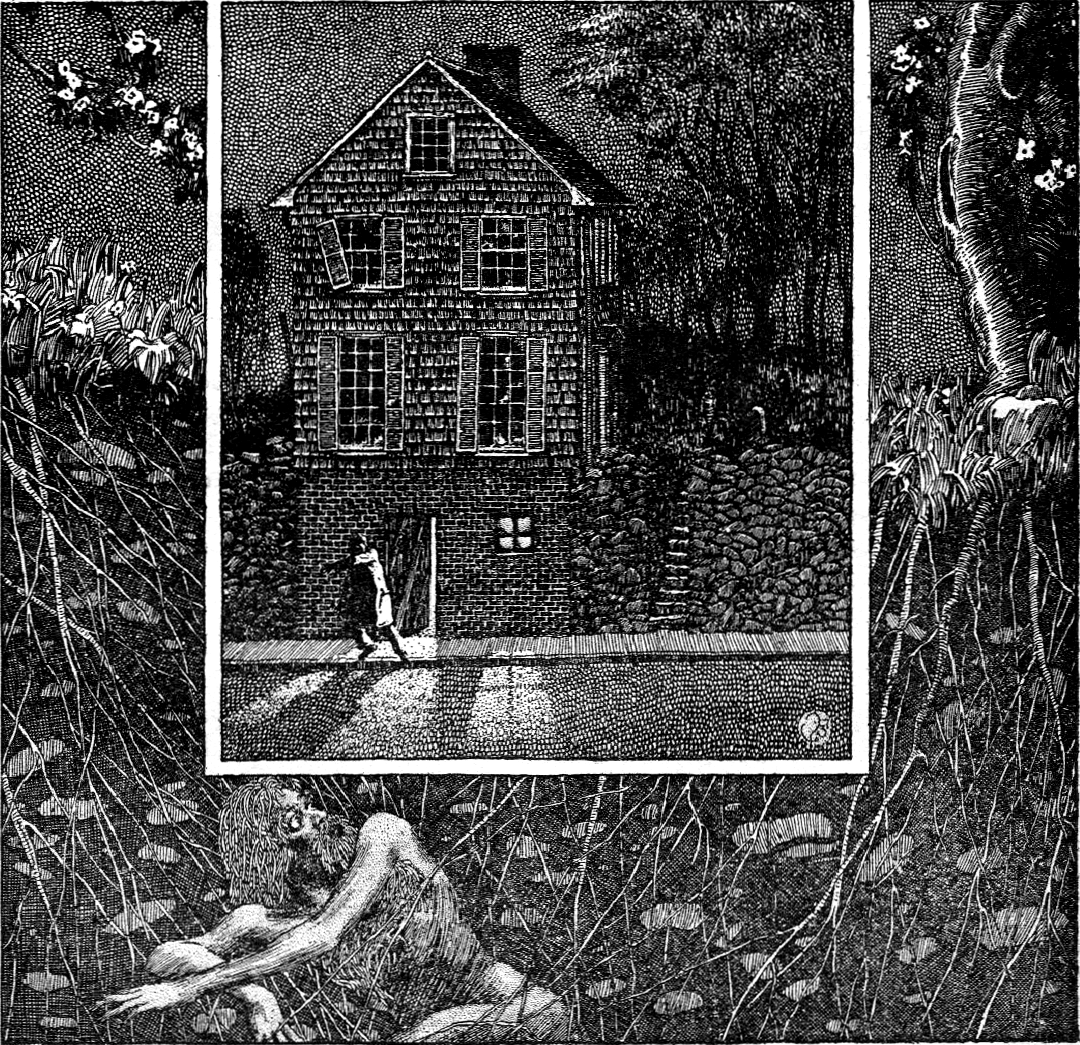
Ilustración original en Weird Tales.

La casa evitada cuenta la historia del narrador y su tío, el doctor Elihu Whipple, obsesionados con una vieja y siniestra casa abandonada, responsable durante un siglo de provocar la enfermedad y la muerte a todos sus inquilinos.
En pro de descubrir y eliminar cualquier tipo de manifestación de fuerzas desconocidas deciden pernoctar en la misma; sin embargo, lo que se manifiesta es mucho más horrible de lo que esperaban.